# Participación mística
Participación mística (en francés Participation mystique) es un término adoptado del antropólogo Lucien Lévy-Bruhl, utilizado para describir un tipo de identificación psicológica inconsciente con objetos u otras personas y que genera un fuerte vínculo inconsciente con el/lo «otro».